# 求愛女王
是一部2009年的美國喜劇電影，由皮爾·垂勒導演，主演是珊迪娜·布洛、托馬斯·哈登·丘奇和畢列·谷巴，畢列·谷巴飾演英文片名的Steve。獲得金酸莓獎女主角。

## 演員
- 珊迪娜·布洛 飾 Mary Magdalene Horowitz
- 畢列·谷巴 飾 Steven "Steve" Miller
- 托馬斯·哈登·丘奇 飾 Hartman Hughes
- 鄭肯 飾 Angus Tran
- DJ·奎爾斯 飾 Howard
- 凱蒂·米克鬆（英语：Katy Mixon） 飾 Elizabeth
- 貝絲·格蘭特（英语：Beth Grant） 飾 Mrs. Horowitz
- 哈沃德·海斯曼（英语：Howard Hesseman） 飾 Mr. Horowitz
- M·C·蓋尼（英语：M. C. Gainey） 飾 Norman James "Norm" Durwood
- 路奈爾（英语：Luenell） 飾 Protester的妻子
- Jordan Morris 飾 Protester Winston
- 凱斯·大衛 飾 Danny
- 赫爾姆斯·奧斯伯恩（英语：Holmes Osborne） 飾 Soloman
- 傑森·瓊斯 飾 Vazquez
- 諾亞·蒙克 飾 學生
- Rachel Sterling 飾 Booby Botanist